# Saoshyant
Saoshyant è un personaggio della religione Zoroastriana o Parsismo.
Nella finale redenzione cosmica, a capo delle schiere del bene affronterà nella suprema battaglia quelle del male e il suo trionfo segnerà il principio del rinnovamento del mondo.
La sua immagine ricorda quindi il Messia ebraico e il Salvatore cristiano.